# Tricyphona vernalis
Tricyphona (Tricyphona) vernalis là một loài ruồi trong họ Pediciidae. Chúng phân bố ở vùng sinh thái Nearctic.